# Бісара
Бісара (араб. بصارة) — традиційна страва кухонь країн Північної Африки, широко розповсюджена в єгипетській, палестинській і марокканській кухнях. Її основним складником є сушені перетерті боби. Інші назви: бесара, тамаракт, табісарт або талхча (у берберів).

## Історія
Появу цієї страви відносять до близько II ст. до н. е. — часів Середнього царства Стародавнього Єгипту. Тоді бісара була відома як «фуле» і готувалася зі свіжих бобів. В Палестині ця страва популярна з часів панування тут фараонів, відколи регіон носив назву Ханаан.
Сучасна назва походить від арабського вислову «біс-оро» (араб. بيصارو), що означає «приготовані боби». Оскільки це недорога страва, то вона відома як страва для голоти. У Марокко навіть існує прислів'я: «Він настільки бідний, що їсть лише бісару». Відома як улюблена страва Абдаль-Кріма.

## Приготування
Переважно готують з сушених бобів, іноді з квасолі, гороху або нуту. Перетерту масу кидають до окропу, де проварюють до 1 години задля перетворення бобів до стану пюре. За цим змішують з іншими складниками, проварюють ще 15–25 хвилин. В Єгипті бісара також включає гострий перець, лимонний сік, трави або листову зелень, особливо петрушку, м'яту, кріп, шпинат.

## Вживання
Вживається у гарячому стані. В Єгипті їдять з хлібом як соус для умочування і подають на сніданок. У Марокко, де бісара популярна в холодні місяці року, вона зазвичай подається в неглибоких мисках або супових тарілках з оливковою олією, паприкою і кмином.